# Oh Yeon-ji
Oh Yeon-ji (kor. 오연지; ur. 4 sierpnia 1990) – południowokoreańska bokserka, złota medalistka igrzysk azjatyckich, dwukrotna mistrzyni Azji. Występowała w kategoriach od 57 do 60 kg.

## Życiorys
Na igrzyskach azjatyckich w Dżakarcie w 2018 roku zdobyła złoty medal w kategorii do 60 kg. W pierwszej rundzie pokonała bez problemów Wietnamkę Lừu Thị Duyên. W ćwierćfinale z reprezentantką Chin Yang Wenlu wygrała 3:2. W pojedynku o finał zwyciężyła z Choe Hye-song z Korei Północnej 5:0. W decydującej walce okazała się lepsze od Tajki Sudaporn Seesondee 4:1. Był to pierwszy złoty medal w historii igrzysk azjatyckich zdobyty przez jakąkolwiek południowokoreańską bokserkę. W listopadzie tego samego roku zdobyła brązowy medal podczas mistrzostw świata w Nowym Delhi. W ćwierćfinale pokonała Szwedkę Agnes Alexiusson 5:0, lecz w półfinale uległa Tajlandce Sudaporn Seesondee 1:4.
W 2021 roku wzięła udział w Letnich Igrzyskach Olimpijskich 2020 w Tokio, gdzie w rywalizacji kobiet do 60 kg odpadła w pierwszej walce z Mirą Potkonen. W 2024 roku ponownie wzięła udział w Letnich Igrzyskach Olimpijskich, gdzie w rywalizacji kobiet do 60 kg odpadła w pierwszej walce z Wu Shih-yi.
Jej dziadek Jeon Jin-cheol był bokserem.